# Kurt Schindler
Kurt Schindler (17 de fevereiro de 1882 - 16 de novembro de 1935) foi um compositor e maestro americano nascido na Alemanha. Emigrou para os Estados Unidos em 1905 para servir como um maestro assistente no Metropolitan Opera, e fundou o Coro MacDowell. Grande parte da sua produção coral é constituída por arranjos de canções popular, embora ele também tenha composto peças originais. Um dos seus arranjos visou a cantiga popular portuguesa "Carvalhesa".

## Composições
- Música de Palco: The Mummer's Revel and the Masque of the Apple (B. Talmud, segundo R. Harris) (1934)

- Canções Waldmärchen (F. Freiligrath), op.2, 1901, inéditas; Sommerliche Fahrt (D. von Liliencron, G. Falke, Freidrich), op.3, 4 Canções (1901); Tanz und Andacht (Falke), op.4, 4 Canções (1901); 5 Canções (O.E. Hartleben, C. Busse, L.H.C. Hölty, C. Brentano), op.5; Romance and 3 Canções satíricas (H. Heine), op.6; 3 Canções (P. Verlaine), op.7 (1905); 3 Canções (C. Morgenstern, Hartleben), op.8 (1907); Old Swiss Lays (Segundo G. Keller), op.9; 3 Canções (J. Keats), op.11 (1908); Paraphrase on 4 Folk-Song Themes as Sung in the Provinces of Novgorod and Voronesh, op.12 (1909); Woman and Cat (Verlaine), op.13; 3 Sonnets of Mediaeval Italy (tradução. D.G. Rossetti), op.14 (1912); 3 English Songs (O. Wilde, A. Swinburne, G. Meredith), op.15 (1912); 7 outras canções publicadas; 23 canções inéditas, 1889–1901; Outras obras, Todas inéditas: 14 chbr obras, até 1900; 10 pf obras, 1890–97.

## Obra Literária
- ed.: The Development of Opera: from its Earliest Beginnings to the Masterworks of Gluck (Nova Iorque, 1913).

- ‘“Boris Godounoff” and the Life of Moussorgsky’; ‘Boris Godounoff: a Drama of the Russian People’, North American Review, CXCVII (1913), 1–12, 256–67.

- Introdução a A. Schoenberg: Quartet in D minor, op.7 (Nova Iorque, 1913).

- ed.: Masters of Russian Song (Nova Iorque,1917).

- ‘The Russian Jewish Folk-Song’, Menorah Journal, III/3 (Nova Iorque, 1917), 146–55.

- ‘Discurs presidencial’, Revista musical catalana, nº. 223 (1922), 139–51  ‘Cradle and Cheder Songs of the Eastern Jew’, The Reflex, IV/2 (Chicago, 1929), 63–7.

- Folk Music and Poetry of Spain and Portugal (Nova Iorque, 1941) [a edição inclui F. De Onis: ‘Kurt Schindler and his Spanish Work’, VIII–XXVII].

## Edições sobre Música Tradicional
- A Century of Russian Song from Glinka to Rachmaninoff (Nova Iorque, 1911).

- Songs of the Russian People (Boston, 1915).

- Sixty Russian Folk Songs for One Voice (Nova Iorque, 1918–19).

- Bayou Ballads: Twelve Folk Songs from Louisiana (Mina Monroe) (Nova Iorque, 1921).

- Folk Music and Poetry of Spain and Portugal (New York, 1941); edição crítica de Israel Katz e M. Manzano Alonso (Salamanca, 1991).